# Meadow-Pond-Dammbruch
Die Meadow-Pond-Talsperre (Meadow Pond Dam bzw. Bergeron Pond Dam) war ein Erddamm in Alton (New Hampshire) in den Vereinigten Staaten, der 1996 brach und eine Flutwelle verursachte.

## Lage
Alton ist eine Stadt mit 4000 Einwohnern, die am südlichen Ende des Lake Winnipesaukee in New Hampshire liegt. Eine einzige zweispurige Straße, die Route 140, dient von Westen als Hauptzufahrt in die Stadt. Route 140 kreuzt den Merrymeeting River westlich vom Stadtzentrum.

## Der Dammbruch des Meadow Pond
Meadow Pond liegt auf dem Grundstück der Familie Bergeron nordwestlich der Flussbrücke. Die Bergerons hatten das Anwesen in den 1990er Jahren gekauft und bauten auf eigene Kosten einen Damm, um den vorhandenen Teich auszubauen. Sie wollten ihn zum Bootfahren und andere Freizeitzwecke nutzen. Der Stausee wurde auf eine Fläche von 18 Hektar und einen Speicherinhalt von 350.000 Kubikmeter vergrößert. Er wurde von einem im Querschnitt trapezförmigen Erddamm aufgestaut, der 142 m lang und 11 m hoch war.
Am Abend des 13. März 1996 bemerkte die Frau des Besitzers, dass der Bach, der vom Staudamm zum Merrymeeting River floss, angeschwollen war. Bob Bergeron inspizierte den Damm um 18:46 Uhr und sah, dass sich ein 90 cm großes Loch im Damm geöffnet hatte und die Gegend zwischen seinem Haus und der Route 140 überflutete. Weniger als 10 Minuten später – nach anderen Angaben um 20:00 Uhr – hatte der Damm versagt und setzte 350.000 Kubikmeter Wasser und Eis in Richtung der Stadt frei. Der Bruch des Meadow-Pond-Dammes führte zu einem Todesfall, zwei Verletzten und Schäden an mehreren Häusern.
Die Flutwelle unterspülte einen Abschnitt der Route 140, was dazu führte, dass ein Traktor in einem Loch versank. Der Fahrer, Larry Sinclair, wurde von einem Nachbarn gerettet, aber seine Frau Lynda (48), die in einem Pickup hinter ihm fuhr, wurde getötet, als die Flut ihren Wagen in eine Schlucht spülte.
Ungefähr 400 Meter Straße waren zerstört. Die Flut verursachte außerdem Stromausfälle in Gilmanton, Belmont und Alton. Offizielle hatten keine Erklärung, was den Dammbruch verursacht haben könnte, obwohl eine Untersuchung durchgeführt wurde. Sachverständige halten mehrere Gründe für möglich, zum Beispiel so einfache wie ein Leck in einer Rohrdurchführung (evtl. Piping) oder Eisdruck.